# Bergalkippa
Bergalkippa (Alcippe peracensis) är en fågel i familjen fnittertrastar inom ordningen tättingar.

## Utseende
Bergalkippan är en medelstor (14–16,5 cm) medlem av familjen alkippor. Den har grått på mantel och hjässa och en svart linje som börjar som ett ögonbrynsstreck men som sträcker sig bakåt som ett hjässband ända till nacken. Ovansidan är brun, undersidan är vitaktig. Den skiljer sig från liknande taiwanalkippa genom mörkare skiffergrå hjässa, kraftigare hjässband, mer färglös ovansida och vitare undersida.

## Utbredning och systematik
Bergalkippa delas in i två underarter:
- Alcippe peracensis annamensis – södra Laos (Bolavenplatån), södra Annam och angränsande Cochinchina
- Alcippe peracensis peracensis – höglänta områden på Malackahalvön (från norra Perak till södra Selangor och Pahang)

Indokinesisk alkippa (A. grotei) behandlades tidigare som underart till bergalkippan. 

### Släktes- och familjetillhörighet
Länge placerades arterna i Schoeniparus, Lioparus, Fulvetta och Alcippe i ett och samma släkte, Alcippe, men flera genetiska studier visar att de är långt ifrån varandras närmaste släktingar och förs nu istället vanligen till flera olika familjer, där arterna till Alcippe verkade utgöra systergrupp till fnittertrastarna och fördes till den familjen. Senare genetiska studier har dock visat att de utgör en mycket gammal utvecklingslinje och urskiljs därför av exempelvis tongivande International Ornithological Congress (IOC) till en egen familj, Alcippeidae.

## Levnadssätt
Bergalkippan hittas i bergsbelägen städsegrön skog och ungskog. Där utbredningsområdet överlappar med indokinesisk alkippa hittas bergalkippan över 900 meters höjd, medan indokinesisk alkippa förekommer i låglänta områden. Fågeln ses vanligen i par eller i smågrupper om upp till sju individer, ofta tillsammans med andra arter, födosökande efter insekter. 

### Häckning
Häckningssäsongen skiljer sig geografiskt. Det lilla skålformade boee av döda löv och mossa placeras i en buske, ett sly eller i en ormbunke. Därilägger den två ägg. 

## Status och hot
Arten har ett stort utbredningsområde, men tros minska i antal, dock inte tillräckligt kraftigt för att den ska betraktas som hotad. Internationella naturvårdsunionen IUCN listar därför arten som livskraftig (LC).

## Namn
Alkippa (grek. Ἀλκίππη), vilket betyder "stridshäst", var namnet på flera gestalter i grekisk mytologi.
Alkippa var bland annat en nymf som var dotter till jätten Alkyoneus och hade sex systrar; Phosthonia, Methone, Anthe, Pallene, Drimo och Asterie. När deras far blev dödad av Herakles, sörjde de så mycket att de kastade sig i havet. Amfitrite kände medlidande med dem och förvandlade dem till "kungsfiskar". Artens vetenskapliga namn peracensis är en latinisering av delstaten Perak i västra Malaysia.